# Tossal del Llanut
El Tossal del Llanut és una muntanya de 386,5 metres que es troba al municipi de Montblanc, a la comarca catalana de la Conca de Barberà. Està pròxim al Tossal del Pinetell.